# Notoryctemorphia
Os notorictemorfos (Notoryctemorphia) são uma ordem de mamíferos marsupiais com apenas uma família, (Notoryctidae), um género (Notoryctes) e duas espécies. Estes animais têm aspecto exterior e forma de vida semelhante ao das toupeiras, sendo o seu equivalente no mundo marsupial e um exemplo de evolução convergente.
As toupeiras-marsupiais estão confinadas às regiões áridas dos desertos da Austrália. Vivem a maior parte da sua vida no subsolo, habitando sistemas complexos de túneis. Estes animais saem para a superfície apenas esporadicamente, sobretudo depois das chuvas sazonais. As toupeiras-marsupiais são cegas, estando os olhos reduzidos a uma lente simples coberta por pele, e não têm orelhas. A cabeça tem formato cónico e termina num focinho afilado. O corpo é tubular e mede entre 10 a 15 cm de comprimento.
As toupeiras-marsupiais não estão claramente relacionadas com nenhum outro grupo de marsupiais e as evidências apontam para que se tenham separado do ramo principal há pelo menos 50 milhões de anos. Não há registos fósseis deste grupo à excepção de um exemplar identificado no Miocênico, que se assemelha bastante às espécies atuais.

## Características
Embora compartilhem muitas características com outros marsupiais, as toupeiras-marsupiais não são estreitamente relacionadas a qualquer dos marsupiais que vivem. Elas compreendem a sua própria ordem marsupial, o Notoryctemorphia, que pode ter ramificações de fora, de outras linhagens vindas de 64 milhões anos atrás. As toupeiras-marsupiais são os únicos mamíferos australianos que se tornaram especializadas em viver no subsolo. Assemelham-se fortemente as toupeiras-douradas da África do Sul (família Chrysochloridae), apesar de ter evoluído de forma totalmente independente. As duas linhagens foram separadas desde a Era Mesozoica, no entanto, os dois grupos são muito semelhantes na aparência (ambos têm a pele dourada e pálpebras fundidas, enquanto os pequenos olhos das toupeiras verdadeiras ainda são funcionais). As semelhanças superficiais entre esta espécie e a toupeira verdadeira (família Talpidae) surgiram como resultado de todos os três grupos evoluindo semelhante a adaptações aos seus ambientes subterrâneos - um exemplo de evolução convergente. Provavelmente são duas espécies de toupeira-marsupial: a toupeira-marsupial do norte (Notoryctes caurinus) e a toupeira-marsupial do sul (Notoryctes typhlops), embora o status taxonômico destas duas formas ainda tem de ser esclarecido.

## Classificação
2 espécies são reconhecidas:
- Notoryctes caurinus Thomas, 1920
- Notoryctes typhlops (Stirling, 1889)